# Amphicar
Amphicar — западногерманский четырёхместный плавающий автомобиль.
Единственная машина такого типа, производившаяся серийно для свободной продажи. Большая часть выпуска уходила на экспорт, в основном в США. Всего было выпущено около 3878 автомобилей.
Автомобиль не завоевал особой популярности по причине высокой стоимости (в 1960-е годы он стоил около 12 000 дойчмарок), вследствие чего после семилетнего производства производитель оказался банкротом. Кроме того, для использования амфибии на водоёмах необходимо было иметь «разрешение на управление спортивными ботами и яхтами», что создавало дополнительные неудобства для владельца.
Тем не менее, в настоящее время «Амфикар» является культовым автомобилем в Германии и США.

## Технические особенности
Характерная особенность «Амфикара», отличающая его от большинства плавающих автомобилей — нижняя кромка дверей находится ниже ватерлинии, что повышает комфорт, но требует постоянного контроля за состоянием дверных уплотнений.
У «Амфикара» ведущей сделана только задняя ось, в то время как армейские амфибии всегда полноприводные.
Движение на воде осуществляется с помощью двух гребных винтов сзади, а маневрирование — за счёт поворота передних колёс.

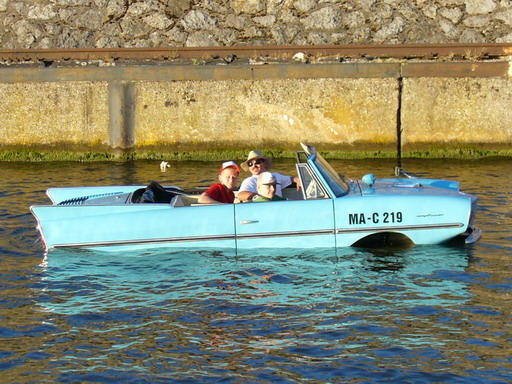

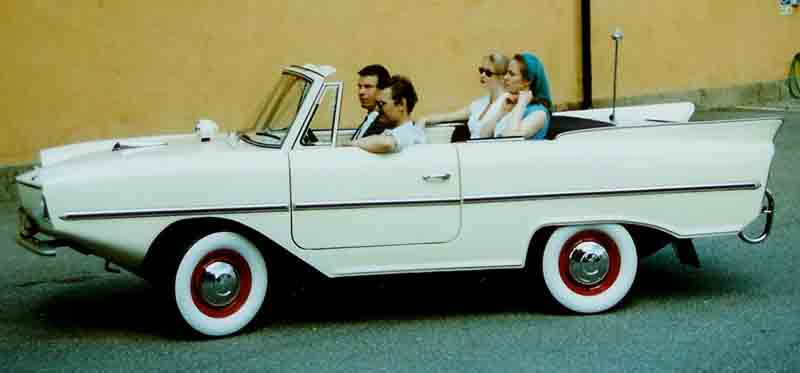